# Зулум
Зулум (тур. Zulüm) период је у историји Османског царства, који се одликовао деспотском влашћу султана Абдула Хамида II. Зулум покрива читав период владавине Абдула Хамида II, од 1878. до његовог свргавања 1908. од стране Младотурака и рестаурације првог османског устава из 1876. године.